# Premna tateana
Premna tateana là một loài thực vật có hoa trong họ Hoa môi. Loài này được F.M.Bailey miêu tả khoa học đầu tiên năm 1891.